# Leptodusa
Leptodusa is een geslacht van rechtvleugeligen uit de familie sabelsprinkhanen (Tettigoniidae). De wetenschappelijke naam van dit geslacht is voor het eerst geldig gepubliceerd in 1994 door Stolyarov.

## Soorten
Het geslacht Leptodusa omvat de volgende soorten:
- Leptodusa demirsoyi Karabag, 1975
- Leptodusa expugnata Uvarov, 1917
- Leptodusa harzi Karabag, 1975